# Chorisoneura discoidalis
Chorisoneura discoidalis es una especie de cucaracha del género Chorisoneura, familia Ectobiidae. Fue descrita científicamente por Burmeister en 1838.
Habita en Brasil.